# Robot positronico
Il robot positronico è una macchina immaginaria comparsa in diversi racconti e romanzi dello scrittore Isaac Asimov. Questo tipo di robot in particolare, si differenzia dagli altri tipi di robot della fantascienza per il fatto di possedere un cervello positronico, e per ubbidire alle tre leggi della robotica.

## Storia
Asimov sin da bambino leggeva opere di fantascienza. In particolare, avendo letto molte storie sui robot, li divideva in due categorie: i "robot come minaccia" e i "robot stile patetico". I primi erano quelli che si ribellavano ai loro padroni e provavano risentimento verso l'umanità, mentre i secondi erano quelli buoni ma stupidi, facili da ingannare per l'uomo. Lo scrittore era particolarmente affascinato da questi secondi e verso la fine del 1938 fu colpito da due racconti: Io, robot di Eando Binder ed Helen O'Loy di Lester del Rey, dove gli automi erano servizievoli e devoti ai loro padroni.
L'anno successivo Asimov scrisse e riuscì a fare pubblicare Robbie, un racconto breve che parlava di un robot gentile, in grado solo di fare del bene (perciò in stile patetico). Ma la storia non lo convinse molto e, mentre la scriveva, ideò un tipo di robot né patetico né minaccioso, che non era nient'altro che una macchina al servizio dell'uomo (con dispositivi di sicurezza e senza sentimenti). Nacquero così i robot positronici veri e propri, rivoluzionando la storia della fantascienza. Lo stesso Asimov ritiene inoltre di avere inventato il termine "robotica" e di avere fornito moltissimi spunti agli autori successivi del genere.
Nelle finzione delle storie di Asimov i robot positronici vengono inventati in un periodo risalente attorno agli inizi degli anni ottanta del Novecento e cominciano a essere prodotti a un livello industriale a partire dal 1982. L'inventore, nonché fondatore della U.S. Robots & Mechanical Men Corp., che dà il via al processo di produzione, è Lawrence Robertson, il quale è in grado di sostituire miglia e miglia di relais e di cellule fotoelettriche delle macchine di metà XX secolo con un globo spugnoso di platino-iridio, il cervello positronico. I primi robot sono goffi, non sanno parlare e possono essere venduti senza problemi sulla Terra.
Le cose tuttavia cambiano all'inizio del XXI secolo quando la U.S. Robots, grazie ad Alfred Lanning, presenta il primo robot parlante, e nel 2002 ne avvia la produzione in serie. È la goccia che fa traboccare il vaso: le associazioni dei lavoratori obbligano i governi terrestri dal 2003 a vietare l'acquisto degli automi sul loro territorio; la loro presenza quindi viene limitata agli scopi scientifici (mai domestici). La U.S. Robots conosce così un periodo di recesso, da cui riesce a risollevarsi soltanto spostando il proprio mercato dal pianeta al resto del sistema solare. I robot prodotti in questo periodo servono soprattutto a estrarre minerali da asteroidi e pianeti, avventurandosi in luoghi dove mandare equipaggi è troppo rischioso.
Passano gli anni e, alle soglie del 2030, i robot danno un grandissimo contributo a tutta la razza umana: grazie al loro aiuto, infatti, viene inventato il motore iper-atomico che permetterà all'uomo di viaggiare fra le stelle. Nel frattempo, con l'esplorazione della galassia e la sua prima colonizzazione, sul pianeta natale smettono di esistere le nazioni e viene fondata la Federazione terrestre nel 2044. Le "Macchine", supercomputer positronici, governano l'economia mondiale. Ormai i robot sono sempre più sofisticati e non si bloccano più con giochetti logico/semantici basati sulle possibili violazioni delle leggi della robotica. Passano quindi dall'essere immensi giganti-scava miniere a gentili compagni d'ufficio.
Durante la colonizzazione di nuovi mondi vengono massicciamente utilizzati per portare le condizioni ambientali estreme degli esopianeti rinvenuti a livelli tollerabili per gli esseri umani. Nel frattempo la U.S. Robots fallisce. È necessario molto tempo, ma alla fine cinquanta pianeti vengono resi abitabili e con il tempo diventano non solo indipendenti dalla Terra ma anche superiori dal punto di vista tecnologico ed economico.
Verso il 4700 viene infine inventato ufficialmente il primo robot dall'aspetto umano (già in passato ve ne erano stati altri, ma erano opere illegali, perciò mai diffuse) sul pianeta Aurora e vengono fatti molti altri passi avanti sui pianeti degli Spaziali, mentre sul pianeta d'origine i robot continuano ad essere trattati con diffidenza e odio; tuttavia non hanno più le sigle numeriche che li contraddistinguevano inizialmente, ma nomi propri, preceduti da "R." a indicare il loro status robotico.
Da questo momento non si registrano più progressi rilevanti in questo campo. La scienza della robotica muore con l'abbandono di quei cinquanta pianeti iniziali a seguito dell'incalzante nuova ondata di colonizzazione che porta in ottomila anni alla costruzione di un Impero galattico. Nessuno sentirà mai più parlare dei robot, e anzi, nei casi in cui verranno ri-ipotizzati, verranno paradossalmente ritenuti assurdi e grotteschi per la loro forma umanoide, del tutto non funzionale per il lavoro di una macchina.

### L'uomo bicentenario (film)
Nel film basato sull'omonimo racconto e il romanzo Robot NDR 113 (scritto insieme a Robert Silverberg), i robot positronici sono macchine inoffensive, completamente asservite ai loro padroni nell'anno 2005. Il protagonista è un NDR-113, modello "tarato", che comincia a desiderare di essere un uomo. Ai padroni dei robot sarà permesso installare nei loro apparecchi il "chip della personalità", in modo da fare sembrare tali automi più umani, ma Andrew non ne avrà bisogno in quanto il suo cervello positronico sarà intimamente superiore a questi artifici. Gli ci vorranno duecento anni di esistenza, nei quali compirà numerose esperienze sia positive che negative, e aiuterà l'umanità ad elevarsi sul piano biologico, ma alla fine riuscirà a raggiungere il suo obiettivo: farsi assegnare lo status di essere umano dal Congresso Mondiale.

### Io, robot (film)
Nel film basato sull'omonima raccolta di racconti di Asimov i robot positronici sono macchine avanzate, al servizio dell'uomo, e diffusissime per l'uso domestico nel 2035. In esso viene dato ampio spazio ai robot della serie NS-5, modelli appena prodotti, che per l'azienda produttrice (la U.S. Robotics) saranno il futuro del rapporto fra uomo e automa. Gli NS-5 presentati non solo sono intelligenti, ma sono anche agili, forti e capaci di grandi acrobazie. Inoltre non si fanno problemi a uccidere gli esseri umani (violando così la prima legge della robotica) che cercano di ostacolarli nell'ascesa delle macchine sull'umanità, per il "bene" (almeno secondo il computer centrale della Robotics, V.I.K.I.) della razza umana stessa.

## Modelli di robot
Alla U.S. Robots è prassi dare i nomi ai propri prodotti con una sigla in lettere della serie, e il numero della versione accanto (da 1 a n). Non di rado Asimov trova dei nomignoli da affibbiare a tali macchine. Di seguito sono indicati i racconti, il numero di serie, soprannomi e date (quando possibili) nei quali appaiono gli automi:
- Robbie — Prime serie di robot muti (dal 1982 al 2002)
- Il fedele amico dell'uomo — Cane Robot detto "Robotolo"
- AL-76 — AL-76 "Al" (2003)
- Circolo vizioso — SPD-13 "Speedy" (2005)
- Essere razionale — QT-1 "Cutie" (2015)
- Iniziativa personale — DV-5 "Dave"
- La prima legge — MA-2 "Emma"
- Visioni di robot — RG-32 "Archie" (2020)
- Bugiardo! — RB-34 "Herbie" (2021)
- Soddisfazione garantita — TN-3 "Tony"
- Lenny — LNE "Lenny"
- Il correttore di bozze — EZ-27 "Easy"
- Il robot scomparso — NS-2 "Nestor" (2029)
- Rischio — Robot serie sconosciuta
- Luciscultura — Robot serie sconosciuta detto "Max"
- Sogni di robot — LVX-1 "Elvex"
- Intuito femminile — JN-5 "Jane" (2060)
- Tricentenario — Androide serie sconosciuta sostituto di sicurezza del presidente degli Stati Uniti (2076)
- Così non va — MIK-27 "Mike" (XXII secolo)
- L'uomo bicentenario — NDR-113 "Andrew" (2164)
- Che tu te ne prenda cura — JG-10 "George"
- Natale senza Rodney — I robot non hanno più un numero di serie, ma un nome che comincia per "R" (Es. Robert, Rodney, Rambo).

Non tutti i robot positronici vengono prodotti dalla U.S. Robots. Vi sono infatti Stephen Byerley, robot umanoide in incognito, eletto sindaco di New York prima e Coordinatore Mondiale poi o ancora, all'epoca degli Spaziali, i robot di Han Fastolfe, R. Daneel Olivaw e R. Giskard Reventlov. E ancora, vi sono racconti con robot positronici che apparentemente non appartengono alla linea temporale tracciabile nell'universo della Fondazione: Straniero in paradiso dove l'umanità è alle prese con un mondo postapocalittico, o Vittoria involontaria dove i tre piccoli modelli ZZ vanno all'esplorazione della civiltà gioviana. Addirittura in quattro racconti non vengono rispettate le leggi della robotica (Sally, Se saremo uniti, Il Segregazionista e Natale senza Rodney).